# Романенго
Романенго, Романенґо (італ. Romanengo) — муніципалітет в Італії, у регіоні Ломбардія, провінція Кремона.
Романенго розташоване на відстані близько 450 км на північний захід від Рима, 50 км на схід від Мілана, 34 км на північний захід від Кремони.
Населення — 3078 осіб (2014).

## Демографія
Населення за роками:

Станом на 1 січня 2023 року в муніципалітеті офіційно проживали 422 іноземці з 34 країн, серед них 79 громадян країн Євросоюзу та 9 громадян України.

## Сусідні муніципалітети
- Казалетто-ді-Сопра
- Іцано
- Оффаненго
- Сальвірола
- Тіченго